# 新居浜市立惣開小学校
新居浜市立惣開小学校（にいはましりつそうびらきしょうがっこう）は、愛媛県新居浜市王子町にある公立小学校。

## 学校の教育目標
- 心豊かでたくましい児童を育てる

## 沿革・歴史
- 1895年（明治28年）宇摩郡別子尋常高等小学校分教場として設立。
- 1898年（明治31年）私立住友惣開尋常高等小学校として独立。
- 1941年（昭和16年）市立の学校となり、新居浜市立惣開国民学校と改称。
- 1947年（昭和22年）新居浜市立惣開小学校となる。
- 2018年（平成30年）新居浜市立若宮小学校閉校により、校区を編入[1]。

## 有名卒業生
- 早川幸男（名古屋大学第9代総長、宇宙物理学者）
- 石村嘉成（画家・版画家）

## 通学区域が隣接している学校
- 新居浜市立新居浜小学校 （海を挟んで隣接。)
- 新居浜市立宮西小学校
- 新居浜市立金子小学校
- 新居浜市立金栄小学校
- 新居浜市立中萩小学校
- 新居浜市立大生院小学校
- 西条市立玉津小学校